# Splot ramienny
Splot ramienny (łac. plexus brachialis) – w anatomii człowieka splot nerwowy powstały z gałązek przednich (brzusznych) nerwów rdzeniowych biegnących od rdzenia kręgowego. Najczęściej jego korzenie mają swój początek w neuromerach od C5 do Th1, jednak możliwe są odmiany anatomiczne przesunięte o jeden neuromer w dół bądź w górę (czyli C4–C8 lub C6–Th2). Przebiega przez trójkąt boczny szyi (dokładniej trójkąt łopatkowo-obojczykowy), jamę pachową do ramienia.

## Pnie i pęczki splotu ramiennego

Ilustracja anatomiczna splotu ramiennego z zaznaczonymi obszarami korzeni, pni, pęczków i nerwów.

Korzenie nerwów rdzeniowych tworzą trzy pnie:
- pień górny (łac. truncus superior),
- pień środkowy (łac. truncus medianus),
- pień dolny (łac. truncus inferior).

Pnie dzielą się na część przednią i tylną, które to tworzą pęczki:
- pęczek tylny (łac. fasciculus posterior) – utworzony z części tylnych pni,
- pęczek boczny (łac. fasciculus lateralis) – utworzony z części przednich pnia górnego i środkowego,
- pęczek przyśrodkowy (łac. fasciculus medialis) – utworzony z części przedniej pnia dolnego.

## Podział splotu ramiennego
Splot ramienny dzieli się na:
- część nadobojczykową (pars supraclavicularis) leżącą w trójkącie bocznym szyi,
- część podobojczykową (pars infraclavicularis) umiejscowioną w jamie pachowej.

## Gałęzie krótkie splotu ramiennego
Część nadobojczykowa:
- nerw grzbietowy łopatki,
- nerw piersiowy długi,
- nerw podobojczykowy,
- nerw nadłopatkowy,

Część podobojczykowa:
- nerw piersiowy przyśrodkowy i nerw piersiowy boczny,
- nerw piersiowo-grzbietowy,
- nerwy podłopatkowe górny i dolny,
- nerw pachowy.

## Gałęzie długie splotu ramiennego
Wyróżniane są:
- nerw mięśniowo-skórny,
- nerw pośrodkowy,
- nerw łokciowy,
- nerw skórny przyśrodkowy ramienia,
- nerw skórny przyśrodkowy przedramienia,
- nerw promieniowy.

## Ogólne unerwienie
Obszary unerwienia:
- cała kończyna górna (mięśnie, stawy, skórę),
- wszystkie mięśnie na tułowiu połączone z obręczą kończyny górnej (wyjątkiem jest mięsień czworoboczny unerwiany przez nerw XI),
- niektóre mięśnie na szyi,
- tkanka mięśniowa gładka skóry kończyn,
- gruczoły potowe kończyn.

## Porażenie
Bardzo rzadko zdarza się, by porażeniu uległ cały splot, ale jeśli już się to wydarzy, jego obszar obejmie całą kończynę górną (niemożność wykonywania czynnych ruchów, zanik mięśni, brak czucia).
Wyróżnia się porażenia części nadobojczykowej – zespół Erba-Duchenne'a (zespół górny), zespół środkowy, Niedowład Klumpke (zespół dolny)  i podobojczykowej.